# 包头湖农场
包头湖农场，是中华人民共和国新疆维吾尔自治区巴音郭楞蒙古自治州库尔勒市下辖的一个乡镇级行政单位。

## 行政区划
包头湖农场下辖以下地区：
第一村和第二村。